# Герб Орти
Ге́рб О́рти — офіційний символ містечка Орта, Португалія. Використовується як територіальний герб. Французький щит розтятий і перетятий. У першому срібному полі п'ятірка португальських щитків; у другому синьому — срібне погруддя португальського короля Педру IV; у третьому срібному — срібна книга з синім написом «29 de Abril 1826» (29 квітня 1826); у четвертому пурпуровому — срібний замок, над якими срібний яструб. В основі щита, розсіченій на пурпурову і синю частини, стоїть золота корона з скіпетром. У срібній облямівці золотий напис великими літерами: «D. Luiz Iº à muito leal cidade da Horta» (Луїш І, найвірнішому місту Орта). Щит увінчує золота герцогська корона. В нашоломнику — срібна рука в латах, що заносить срібний меч. Офіційно наданий португальським королем Луїшем 3 травня 1865 року.  

## Галерея

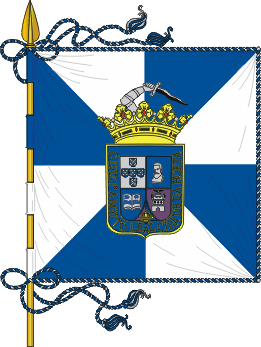
Прапор